# Championnats de Norvège de squash
Les Championnats de Norvège de squash sont une compétition de squash individuelle organisée par la Fédération norvégienne de squash. Ils se déroulent chaque année depuis 1978.
Johan Åbyholm détient le record de victoires masculines avec 7 titres. Lotte Eriksen détient le record de victoires féminines avec 16 titres.

## Palmarès

### Hommes
- 2025 : Andreas Knoph[1]
- 2024 : Andreas Knoph[2]
- 2023 : Andreas Knoph[3]
- 2022 : Trym Aasness
- 2021 : Adrian Østbye
- 2020 : Trym Aasness
- 2019 : Adrian Østbye[4]
- 2018 : Adrian Østbye
- 2017 : Sindre Roaldsøy
- 2016 : Adrian Østbye
- 2015 : Kristian Solhaug
- 2014 : Kristian Solhaug
- 2013 : Kim Are Killingberg
- 2012 : Kim Are Killingberg
- 2011 : Kim Are Killingberg
- 2010 : Kim Are Killingberg
- 2009 : Hans-Olav Torgersen
- 2008 : Shahab Hossain
- 2007 : Stig Olsen
- 2006 : Stig Kobbevik
- 2005 : Stig Olsen
- 2004 : Morten Mandt
- 2003 : Richard Larsson
- 2002 : Richard Larsson
- 2001 : Richard Larsson
- 2000 : Stig Olsen
- 1999 : Stig Olsen
- 1998 : Richard Larsson
- 1997 : Stig Olsen
- 1996 : Per Christiansen
- 1995 : Per Christiansen
- 1994 : Andreas Åbyholm
- 1993 : Andreas Åbyholm
- 1992 : non disputé
- 1991 : Andreas Åbyholm
- 1990 : Andreas Åbyholm
- 1989 : Andreas Åbyholm
- 1988 : Johan Åbyholm
- 1987 : Johan Åbyholm
- 1986 : Johan Åbyholm
- 1985 : Per Christiansen
- 1984 : Johan Åbyholm
- 1983 : Johan Åbyholm
- 1982 : Johan Åbyholm
- 1981 : Johan Åbyholm
- 1980 : Johan Åbyholm
- 1979 : Gorm Bretteville
- 1978 : Gorm Bretteville

### Femmes
- 2025 : Madeleine Hylland[1]
- 2024 : Madeleine Hylland[2]
- 2023 : Madeleine Hylland[3]
- 2022 : Madeleine Hylland
- 2021 : Madeleine Hylland
- 2020 : Lotte Eriksen
- 2019 : Lotte Eriksen[4]
- 2018 : Lotte Eriksen
- 2017 : Lotte Eriksen
- 2016 : Lotte Eriksen
- 2015 : Lotte Eriksen
- 2014 : Lotte Eriksen
- 2013 : Lotte Eriksen
- 2012 : Lotte Eriksen
- 2011 : Lotte Eriksen
- 2010 : Lotte Eriksen
- 2009 : Lotte Eriksen
- 2008 : Lotte Eriksen
- 2007 : Lotte Eriksen
- 2006 : Lotte Eriksen
- 2005 : Lotte Eriksen
- 2004 : Elin Blikra
- 2003 : Nina Kristin Martinsen
- 2002 : Elin Blikra
- 2001 : Elin Blikra
- 2000 : Elin Blikra
- 1999 : Elin Blikra
- 1998 : Elin Blikra
- 1997 : Elin Blikra
- 1996 : Elin Blikra
- 1995 : Elin Blikra
- 1994 : Elin Blikra
- 1993 : Elin Blikra
- 1992 : non disputé
- 1991 : Elin Blikra
- 1990 : Elin Blikra
- 1989 : Guri Lenth
- 1988 : Astrid Åbyholm
- 1987 : Astrid Åbyholm
- 1986 : Astrid Åbyholm
- 1985 : Astrid Åbyholm
- 1984 : Astrid Åbyholm
- 1983 : Guri Lenth
- 1982 : Guri Lenth
- 1981 : Astrid Åbyholm
- 1980 : Astrid Åbyholm
- 1979 : Kirsten Robsahm
- 1978 : Haldis Skog